# Căpâlna (Bihor)
Pour les articles homonymes, voir Căpalna.
Căpâlna (Feketekápolna en hongrois) est une commune roumaine du județ de Bihor, en Transylvanie, dans la région historique de la Crișana et dans la région de développement Nord-Ouest.

## Géographie
La commune de Căpâlna est située dans le sud du județ, dans la vallée du Crișul Negru, à 63 km au sud d'Oradea, le chef-lieu du județ.
La municipalité est composée des cinq villages suivants, nom hongrois, (population en 2002) :
- Căpâlna, Feketekápolna (461), siège de la commune ;
- Ginta, Gyanta (361) ;
- Rohani, Rohány (162) ;
- Săldăbagiu Mic, 'Körösszáldobágy (541) ;
- Suplacu de Tinca, Tenkeszéplak (479).

## Histoire
La commune, qui appartenait au royaume de Hongrie, en a suivi l'histoire.
Après le compromis de 1867 entre Autrichiens et Hongrois de l'empire d'Autriche, la principauté de Transylvanie disparaît et, en 1876, le royaume de Hongrie est partagé en comitats. Căpâlna intègre le comitat de Bihar (Bihar vármegye).
À la fin de la Première Guerre mondiale, l'Empire austro-hongrois disparaît et la commune rejoint la Grande Roumanie au traité de Trianon.
En 1940, à la suite du deuxième arbitrage de Vienne, elle n'est pas annexée par la Hongrie et reste sous souveraineté roumaine. C'est pendant cette période que sa communauté juive est exterminée par les nazis.

## Politique
| Période                                  | Période  | Identité     | Étiquette | Qualité |
| ---------------------------------------- | -------- | ------------ | --------- | ------- |
| Les données manquantes sont à compléter. |          |              |           |         |
| 2000                                     | En cours | Gheorghe Vid | PSD       |         |

| Parti | Parti                                      | Sièges |
| ----- | ------------------------------------------ | ------ |
|       | Parti social-démocrate (PSD)               | 3      |
|       | Parti national libéral (PNL)               | 3      |
|       | Alliance des libéraux et démocrates (ALDE) | 1      |
|       | Union démocrate magyare de Roumanie (UDMR) | 2      |

## Religions
En 2002, la composition religieuse de la commune était la suivante :
- Chrétiens orthodoxes, 79,09 % ;
- Réformés, 12,82 % ;
- Baptistes, 4,19 % ;
- Pentecôtistes, 2,04 % ;
- Catholiques romains, 0,94 % ;
- Grecs-Catholiques, 0,54 %.

## Démographie
En 1910, à l'époque austro-hongroise, la commune comptait 3 281 Roumains (65,45 %) et 1 702 Hongrois (33,95 %).
En 1930, on dénombrait 3 463 Roumains (68,24 %), 1 483 Hongrois (29,22 %), 52 Juifs (1,02 %) et 69 Roms (1,36 %).
En 1956, après la Seconde Guerre mondiale, 3 427 Roumains (74,86 %) côtoyaient 1 145 Hongrois (25,01 %).
En 2002, la commune comptait 1 625 Roumains (81,08 %), 301 Hongrois (15,01 %) et 76 Roms (3,79 %). On comptait à cette date 1 335 ménages et 1 249 logements.
| 1880  | 1890  | 1900  | 1910  | 1920  | 1930  | 1941  | 1956  | 1966  |
| ----- | ----- | ----- | ----- | ----- | ----- | ----- | ----- | ----- |
| 3 981 | 4 720 | 4 906 | 5 013 | 4 860 | 5 075 | 4 640 | 4 578 | 3 989 |

| 1977  | 1992  | 2002  | 2007  | - | - | - | - | - |
| ----- | ----- | ----- | ----- | - | - | - | - | - |
| 3 265 | 2 321 | 2 004 | 1 814 | - | - | - | - | - |

## Économie
L'économie de la commune repose sur l'agriculture et l'élevage.

## Communications

### Routes
Căpâlna est située sur la route régionale DJ709A qui rejoint Cociuba Mare et Șoimi au nord.

### Voies ferrées
La commune est desservie par la ligne Salonta-Holod des Chemins de fer roumains.

## Lieux et monuments

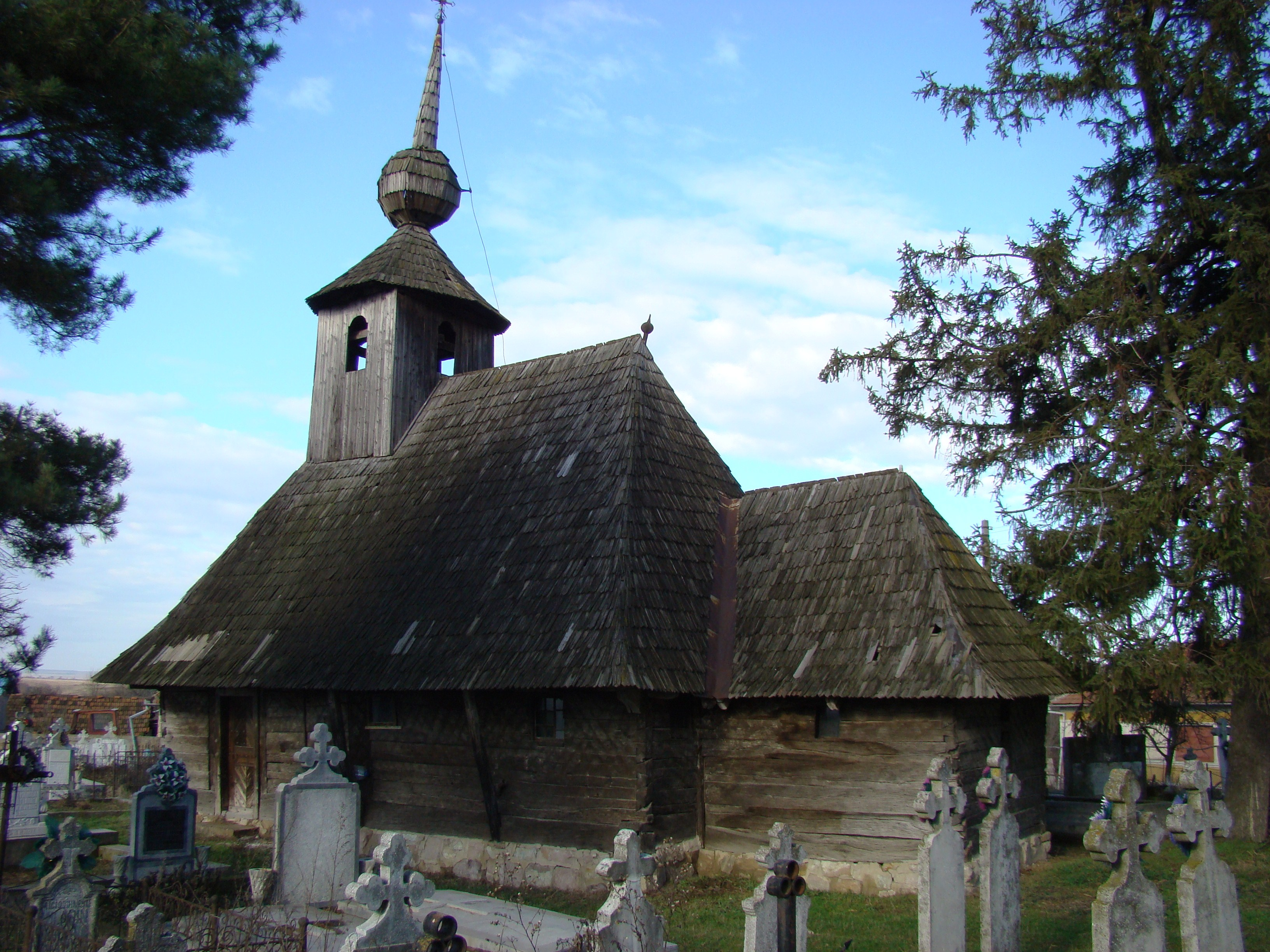
L'église en bois de Săldăbagiu Mic

- Căpâlna, église orthodoxe en bois St Nicolas datant de 1720, classée monument historique[6] ;
- Gianta, église réformée ;
- Săldăbagiu Mic, église orthodoxe en bois St Nicolas le Hiérarque (Sf. Nicolae Ierarh), datant de 1700, classée monument historique[6] ;
- Suplacu de Tinca, église orthodoxe datant de 1908[6].